# 馬博智
馬博智（音譯W·派翠克·墨菲），美國外交官，2019年起就任美國駐柬埔寨大使。馬博智通曉粵語、緬甸語、法語和西班牙語，1993年自美國駐廣州總領事館展開駐外生涯後，歷經多個外交崗位，包括美國國務院東亞暨太平洋事務局代理亞太助卿、首席副助卿、東南亞副助卿，以及美國駐泰國大使館代理館長（臨時代辦）等職務。

## 生涯

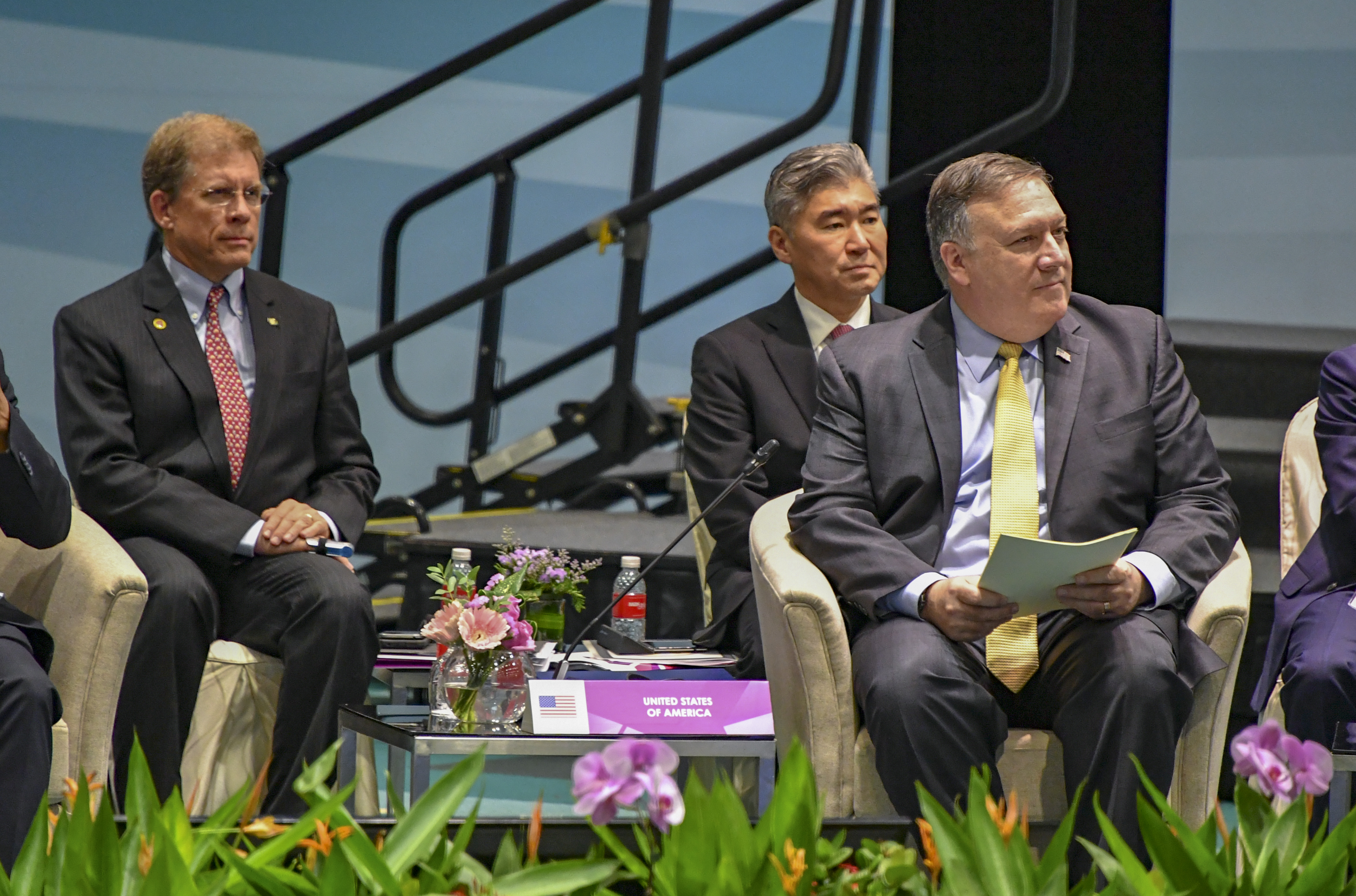
馬博智（左）於美國國務院亞太局首席副助卿任內，與美國國務卿邁克·蓬佩奧和美國駐菲律賓大使金成出席新加坡的東協區域論壇，2018年

馬博智擁有佛蒙特大學文學士學位、國家戰爭學院理學碩士及約翰·霍普金斯大學保羅·H·尼采高級國際研究學院文學碩士學位，亦至法國尼斯的歐洲高級國際研究所（現歐洲研究國際中心歐洲研究所）進修。他曾是和平工作團駐喀麥隆志工，也當過世界自然基金會的資源經濟學家和海外發展協會的政策分析師。
1992年加入外交界服務後，馬博智於1993年至1995年間前往美國駐廣州總領事館擔任副領事，此後又歷任駐幾內亞大使館政治經濟處長（1995年—1998年）、國務院亞太局寮國緬甸科員（1998年—2000年）、駐海地特別代表辦事處高級政治顧問（2000年—2002年）、駐緬甸大使館政治經濟處長（2003年—2006年）、駐賴索托大使館副館長（2006年—2008年）、伊拉克尼尼微省省份重建隊隊長（2009年—2010年）。
2010年，馬博智調回國務院亞太局，擔任大陸東南亞處副處長，2011年升任處長並當職至2012年。2012年—2013年間，他暫代緬甸事務特別代表兼政策協調官之職，2013年—2016年調赴駐泰國大使館當副館長，任內自2014年起還兼任駐泰大使館代理館長（臨時代辦），填補前大使克莉斯蒂·肯尼離任後的遺缺，直至2015年新大使格林.戴維斯履新為止。2016年至2018年間，他復返國務院亞太局出任東南亞事務副助卿。同年遭逢亞太局首席副助卿兼代理助卿董雲裳離職，馬氏遂作為局內最資深的官員接替其職務。
2019年，馬博智因其具備廣泛的東南亞、多方外交、政軍事務及爭端解決相關職務經驗，於該年獲提名為駐柬大使並送交美國參議院外交委員會受理通過，他於同年赴柬履新，10月19日向柬埔寨國王諾羅敦·西哈莫尼遞交國書。